# Мідленд (Огайо)
Мідленд (англ. Midland) — селище (англ. village) в США, в окрузі Клінтон штату Огайо. Населення — 307 осіб (2020).

## Географія
Мідленд розташований за координатами 39°18′24″ пн. ш. 83°54′37″ зх. д. / 39.30667° пн. ш. 83.91028° зх. д. (39.306745, -83.910348).  За даними Бюро перепису населення США в 2010 році селище мало площу 0,91 км², уся площа — суходіл.

## Демографія
Згідно з переписом 2010 року, у селищі мешкало 315 осіб у 109 домогосподарствах у складі 76 родин. Густота населення становила 345 осіб/км².  Було 128 помешкань (140/км²).
Расовий склад населення:
| - 96,2 % — білих - 1,0 % — чорних або афроамериканців |

До двох чи більше рас належало 2,9 %. Частка іспаномовних становила 0,0 % від усіх жителів.
За віковим діапазоном населення розподілялося таким чином: 29,8 % — особи молодші 18 років, 64,8 % — особи у віці 18—64 років, 5,4 % — особи у віці 65 років та старші. Медіана віку мешканця становила 28,6 року. На 100 осіб жіночої статі у селищі припадало 92,1 чоловіків;  на 100 жінок у віці від 18 років та старших — 93,9 чоловіків також старших 18 років.
Середній дохід на одне домашнє господарство  становив 38 794 долари США (медіана — 37 679), а середній дохід на одну сім'ю — 36 074 долари (медіана — 35 833). Медіана доходів становила 38 056 доларів для чоловіків та 24 375 доларів для жінок. За межею бідності перебувало 42,6 % осіб, у тому числі 52,6 % дітей у віці до 18 років та 7,1 % осіб у віці 65 років та старших.
Цивільне працевлаштоване населення становило 144 особи. Основні галузі зайнятості: виробництво — 27,8 %, роздрібна торгівля — 21,5 %, науковці, спеціалісти, менеджери — 11,1 %, фінанси, страхування та нерухомість — 8,3 %.